# Pholiota microspora
Pholiota microspora, in Japanse vakliteratuur ook wel Pholiota nameko, of gewoon  nameko (Japans: ナメコ), sinds kort ook in Nederland verkrijgbaar onder de naam goudkopje is een kleine, barnsteenkleurig goudbruine, paddenstoel met een ietwat slijmerige hoed. De paddenstoel is eetbaar.
Hij wordt gebruikt in de Japanse keuken als  ingrediënt in miso soep en nabemono. In sommige landen, sinds 2017 ook in Nederland, kan men kweekpakketten kopen, waarin sporen van de paddenstoel zijn verwerkt, en waaruit men de nameko zelf kan oogsten. Het is een van de populairste kweekpaddenstoelen van Japan. De paddenstoel smaakt licht nootachtig en wordt ook wel in wokgerechten verwerkt. De paddenstoel is ook in gedroogde toestand in de handel.
In het Mandarijn-Chinees is de paddenstoel bekend als  滑子蘑; (Hanyu pinyin: huá zi mó) of 滑菇; (Hanyu pinyin: huá gū).
Ook in Rusland is deze paddenstoel bekend, en in de handel onder de naam  "o-pyo-nok" (Russisch: опёнок) of in de meervoudsvorm:  "o-pya-ta" (Russisch: опята).
In de Verenigde Staten wordt de paddenstoel "butterscotch mushroom"  genoemd.